# Emil Jacob
Emil Jacob (? – ?) Európa-bajnoki ezüstérmes német jégkorongozó.

## Sportpályafutása
Részt vett az első jégkorong-Európa-bajnokságon, az 1910-esen, ahol ezüstérmes lett a német válogatottal. A német válogatottat akkoriban a Berliner Schlittschuhclub adta, mivel nem volt még szervezett német jégkorongbajnokság.